# Johannes Müller (Komponist)

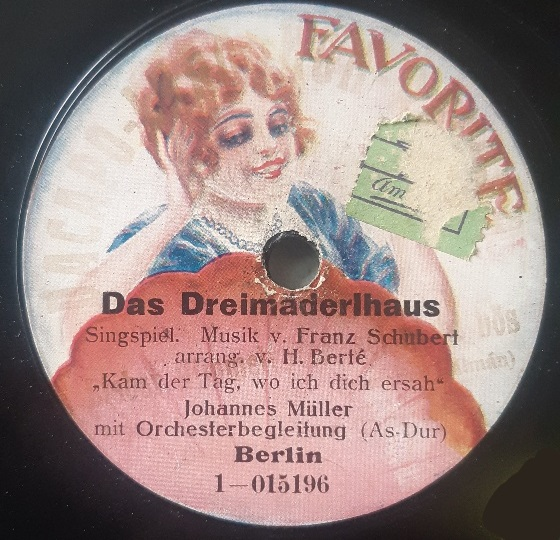
Schallplatte von Johannes Müller (Berlin 1916)

Johannes Müller (* 23. Juli 1893 in Berlin; † 31. August 1969 ebenda) war ein deutscher Komponist, Operettentenor und Schauspieler.

## Leben
Johannes Müller lernte an Max Reinhardts Schauspielschule am Deutschen Theater Berlin. Von 1911 bis 1914 war er als Schauspieler am Theater Gera tätig. Während des Ersten Weltkriegs kam er nach Berlin zurück und wirkte dort an verschiedenen Theatern als Operettentenor. Er sang die Rolle des „Franz Schubert“ bei der Berliner Erstaufführung des Singspiels Das Dreimäderlhaus von Heinrich Berté und die Titelpartie der Operette Der Vetter aus Dingsda  von Eduard Künneke bei deren Uraufführung. Neben seiner Arbeit als Komponist war Johannes Müller auch als Dirigent tätig.

## Werke
Johannes Müller schuf die Musik zu mehreren Bühnenwerken:
- Hans und Hanna. Musikalische Komödie in drei Akten. Libretto: Herbert Grube.
- Die Mädele von Biberach. Singspiel (Operette) in drei Akten. Libretto: Julius Brandt.
- Musik und Liebe. Operette in drei Akten. Libretto: Max Eduard Fischer.
- Der tolle Markgraf. Operette in drei Akten. Libretto: Oskar Felix.
- Zwei glückliche Menschen. Operette in drei Akten. Libretto: Anne-Liese Schmolz

Er komponierte außerdem die Filmmusik zu den Spielfilmen Eine Frau kommt in die Tropen (1938) und Die Stimme aus dem Äther (1939), bei denen Harald Paulsen Regie führte, sowie zum antisemitischen Propagandafilm Die Rothschilds (1940).

## Tondokumente
Müller machte als Sänger Aufnahmen bei Dacapo-Lyrophon, Favorite, Odeon, „Grammophon“ und Vox.
- Auf Dacapo-Lyrophon-Record

D-20572  Das Wiener Lied : Duett aus dem Singspiel "Das Dreimäderlhaus". Musik v. Franz Schubert, arrang. v. H. Berté. 

D-20573  Geh, Alte schau! : aus dem Singspiel "Das Dreimäderlhaus". Musik v. Franz Schubert, arrang. v. H. Berté.

Kat. Garden und Johannes Müller mit Orchesterbegleitung. 

- Auf Odeon-Record

AA 57445 (mx. ?) Unter einem Fliederbaum. Quintett aus “Das Dreimäderlhaus” (Schubert / Berté) Johannes Müller, Tenor - Robert Koppel, Bariton - K. Teuscher - L. Rex - R. Seim. Mit Orchesterbegleitung. Aufgen. c. 1916.

AA 57447 (mx. ?) Die Schicksalsblume (Was uns dies Blümchen verschafft) : Duett aus "Das Dreimäderlhaus" . Singspiel von Franz Schubert - Heinrich Berté.

AA 57449 (mx. ?) Das Wiener Lied (Bin so glücklich augenblicklich) : Duett aus "Das Dreimäderlhaus". Singspiel von Franz Schubert - Heinrich Berté. 

Katarina Garden und Johannes Müller mit Orchesterbegleitung.

- Auf Schallplatte "Grammophon"

14 018 / 942.940 (mx. 973 ar) Ich bin nur ein armer Wandergesell, aus “Der Vetter aus Dingsda” (Eduard Künneke)  Johannes Müller. Deutsch. Tenor.

14 020 / 2-944.441 (mx. 976 ar) Vor dem Himmel und den Weibern muß man sich nicht ducken (Regenlied). Paso doble aus "Der Vetter aus Dingsda" (Eduard Künneke) Johannes Müller. Deutsch. Tenor.

14 020 / 2-944.444 (mx. 978 ar) Batavia-Fox aus “Der Vetter aus Dingsda” (Eduard Künneke) Lori Leux und Johannes Müller. Deutsch. Duett.

14 400 / B 42028 (mx. 1355 ar) Brüderl, Brüderl, heirat' nicht, aus "Die schöne Mama" von Ed. Eysler.

14 400 / B 42027 (mx. 1354 ar) Wer zu tief ins Glaserl schaut, aus "Die schöne Mama" von Ed. Eysler. 

Johannes Müller. Deutsch. Tenor. 

14 401 / B 42029 (mx. 1353 ar) Sonja: russische Ballade (Eugen Pártos) 

14 401 / B 42030 (mx. 1356 ar) Wo bist du, mein schönes Wien? Wiener Lied (Heinrich Strecker) 

Johannes Müller, Deutsch. Tenor.

- Auf Vox:

3449 (mx. 2256 B) Für ein bisschen Liebe. Boston-Lied (Walter Kollo) aus “Die tanzende Prinzessin”.

3449 (mx. 2257 B) Wenn Buddha träumt (When Buddha smiles) Foxtrottlied (Nacio Herb Brown und King Zany. Text Arthur Freed. Deutscher Text von ???)

Johannes Müller, Tenor. Aufgen. Mai 1924.